# Brazil – Njemačka (Svjetsko prvenstvo u nogometu 2014.)
Utakmica Brazila protiv Njemačke bio je prvi polufinalni susret Svjetskog nogometnog prvenstva 2014., odigran 8. srpnja 2014. na brazilskom stadionu Mineirão u Belo Horizontu.
I brazilska i njemačka nogometna reprezentacija do polufinala su stigli bez poraza na prvenstvu, s tim da je Brazil u susret ušao bez dvojice ključnih igrača; napadač Neymar se ozljedio u četvrtfinalu protiv Kolumbije, dok je braniču i kapetanu Thiagu Silvi nastup bio zabranjen zbog prikupljenih žutih kartona. Unatoč nedostacima, očekivao se neizvjestan susret, s obzirom na to da su obje momčadi tradicionalne sile Svjetskih nogometnih prvenstava, s osam zajedničkih naslova prvaka. Zadnji i jedini susret ovih dviju momčadi na Svjetskim prvenstvima bio je u finalu 2002. godine, u kojem je Brazil osvojio svoj peti naslov. Međutim, ovaj se susret završio šokantnim porazom Brazila; Nijemci su već na poluvremenu vodili rezultatom 5:0, s tim da su četiri pogotka postigli u razdoblju od 6 minuta, a kasnije su rezultat digli na 7:0. Brazil je tek u zadnjoj minuti susreta uspio postići pogodak, postavivši tako konačan rezultat od 7:1. Njemački vezni igrač Toni Kroos, inače strijelac dva pogotka na susretu, odabran je za igrača utakmice.
Njemačka je pobjeda bila najveća pobjeda u polufinalima Svjetskih prvenstava. Uz to, ovom je pobjedom Njemačka prestigla Brazil kao momčad s najviše postignutih pogodaka na Svjetskim prvenstvima, postala prva reprezentacija koja je dostigla osam finala SP-a, dok je njihov drugi gol na utakmici, kojeg je postigao Miroslav Klose, bio njegov 16. u završnicama Svjetskih prvenstava, prestigavši tako rekord brazilskog napadača Ronalda kao najboljeg strijelca svih Svjetskih prvenstava. Brazilov je poraz prekinuo njihov niz od 62 utakmice bez poraza na domaćem terenu u službenim natjecanjima koji je trajao još od 1975. godine, te su izjednačili svoj najveći poraz u povijesti reprezentacije, onaj od 6:0 protiv Urugvaja 1920. godine, tako da je ovaj susret označen kao nacionalna sramota.
Susret su brazilski mediji prozvali Mineirazo, evocirajući na sličnu nacionalnu sramotu iz Svjetskog prvenstva 1950., zvanu Maracanazo, kada je brazilsku nogometnu reprezentaciju na domaćem terenu porazio Urugvaj i tako im uzeo naslov svjetskog prvaka. Brazil je naposljetku izgubio i susret za treće mjesto protiv Nizozemske, dok su Nijemci pobijedili Argentinu u finalu prvenstva i po četvrti put postali nogometni prvaci svijeta.

## Pozadina susreta
Brazil je za domaćina Svjetskog nogometnog prvenstva izabran po drugi put, nakon 1950., i osvajao je natjecanje rekordnih pet puta. Njemačka je pak bila trostruki osvajač prvenstva, no nisu uspjeli osvojiti nijedan naslov prvaka svijeta u 24 godine. Brazil se plasirao u polufinale po prvi put nakon 2002., godine u kojoj su osvojili natjecanje i to protiv Nijemaca; dok se Njemačka natjecala u svom četvrtom, rekordnom, polufinalu zaredom. Obje su momčadi ušle u natjecanje kao favoriti za osvajanje, s Njemačkom na 2. i Brazilom na 3. mjestu FIFA-ine ljestvice.
Brazilov put do polufinala započeo je u skupini A s Hrvatskom, Meksikom i Kamerunom, gdje su s prvim mjestom i 7 bodova prošli u osminu finala i tamo svladali Čile na jedanaesterce, te Kolumbiju u četvrtifinalu. Njemačka je, s druge strane, igrala u skupini G s Portugalom, Ganom i SAD-om, te s prvim mjestom prošla dalje u natjecanje, gdje je pobijedila Alžir u osimini finala (nakon produžetaka) i Francusku u četvrtfinalu. Ove su se dvije reprezentacije susrele u 21 prijašnjem susretu, ali njihovo jedino prijašnje sučeljavanje na Svjetskim prvenstvima bilo je u finalu prvenstva 2002., u kojem je Brazil pobijedio rezultatom 2:0.
Brazilski branič i kapetan rerezentacije Thiago Silva suspendiran je za ovaj susret zbog nakupljenih žutih kartona tijekom prvenstva, unatoč žalbi Brazilskog nogometnog saveza na odluku. Napadač Neymar je također bio otpisan za susret, nakon što je pretrpio frakturu kralješka u četvrtfinanom ogledu protiv Kolumbije. Dante i Bernard su, u svom debiju na prvenstvu, zamijenili Thiaga Silvu i Neymara, dok je Luiz Gustavo zamijenio Paulinha na mjestu zadnjeg veznog. Njemačka je igrala u neizmijenjenom sastavu iz četvrtfinalnog susreta. Vratar Júlio César i zamjenski kapetan David Luiz odali su počast Neymaru držeći njegov dres tijekom svečanosti sviranja nacionalnih himni. Unatoč nedostacima igrača, analitičari su očekivali neizvjesnu utakmicu, očekivajući da će domaća publika donijeti veliku prednost.

## Susret
Obje su reprezentacije stigle neporažene do polufinala. Pravdu je dijelio meksički sudac Marco Antonio Rodríguez, u utakmici koja se kasnije ispostavila kao posljednja u njegovoj karijeri.

### Prvo poluvrijeme
Obje su momčadi susret započele napadačkom igrom, u 3. je minuti udarac Marcela otišao pored gola, dok je udarac Nijemca Samija Khedire slučajno blokirao suigrač Toni Kroos u 7. minuti. U 11. minuti, Njemačka dolazi do vodstva nakon udarca iz kuta. Thomas Müller je pobjegao svom čuvaru Davidu Luizu, i nogom ugurao loptu u mrežu na Kroosov ubačaj. Nakon gola, Brazilci su pokušali odmah uzvratiti, no njihovi napadi nisu bili uspješni. Naprotiv, u 23. minuti, Nijemci ponovo pronalaze brazilsku mrežu nakon kombinacije Kroosa i Müllera i gola Miroslava Klosea, koji postiže pogodak iz odbijanca, nakon što mu je prvi udarac obranio Júlio César. To je bio Kloseov 16. pogodak na Svjetskim prvenstvima, prestigavši tako bivšeg brazilskog napadača Ronalda na vječnoj ljestvici najboljih strijelaca Svjetskih nogometnih prvenstava.
Pogodak Klosea bio je samo početak kiše njemačkih golova. Kroos je u kratkom vremenu zabio dva uzastopna gola: prvi u 24. minuti, volejem nakon ubačaja Philippa Lahma, a drugi u 26. minuti, nakon što su Nijemci ukrali loptu Fernandinhu u njegovoj polovici, te brze kombinacije Kroosa i Khedire koja je zbunila brazilsku obranu, tako da je Kroos opet bez problema zabio. I Khedira se ubrzo našao na popisu strijelaca, postigavši gol u 29. minuti nakon nekoliko međusobnih dodavanja s Mesutom Özilom. Svih pet njemačkih pogodaka u prvom poluvremenu došlo je nakon prvih pola sata igre, s tim da su četiri pogotka postignuta u razdoblju od samo šest minuta. Brazil u prvom poluvremenu nije imao nijedan udarac u okvir gola. Mnogi navijači Brazila na stadionu ostali su u suzama te u šoku i nevjerici, tako je već u prvom dijelu došlo do nazadovoljstva i incidenata. Vojna policija morala je slati jedinice specijalnih snaga da spriječi tuče na tribinama Mineirãa.

### Drugo poluvrijeme
Brazil je na poluvremenu Fernandinha i Hulka zamijenio Paulinhom i Ramiresom, što je rezultiralo opasnijom i okomitijom igrom; vratar Manuel Neuer morao je braniti nekoliko udaraca Oscara, Paulinha i Freda. Međutim, već do 60. minute Nijemci su se našli u izglednim prilikama za postizanje pogotka, Júlio César je dvaput branio udarce Müllera. Nakon toga, Njemačka u 69. minuti postiže novi pogodak: Philipp Lahm je pronašao Andréa Schürrlea, igrača koji je ušao nešto ranije u igru, koji je nečuvan mirno pospremio loptu u mrežu. Schürrle se 79. minuti ponovo upisao u popis strijelaca, s lijeve je strane primio Müllerov ubačaj i snažnim udarcem pospremio loptu iznad Júlia Césara i ispod grede. Za to vrijeme, pri rezultatu 7:0, preostali domaći navijači na stadionu bodrili su Nijemce s ovacijama, te su aplaudirali Schürrleovom golu i navijali pri svakom dobačaju njemačkih igrača. Pri samom završetku susreta, Özil je primio dugu loptu i umalo zabio za osam razilke. Odmah poslije toga, Brazil je uspio preći u napad te je Oscar zabio počasni pogodak u 90. minuti za konačnih 7:1, što nije bila nikakva utjeha, s obzirom na to da je konačni rezultat izjednačio najteži poraz u povijesti brazilske nogometne reprezentacije (6:0 od Urugvaja 1920. godine), i označio kraj Brazilovog niza od 62 službenih utakmica kod kuće bez poraza. Brazilski su igrači u suzama napustili teren uz koncert zvižduka s tribina.
Toni Kroos je odabran za igrača utakmice, s 3 udarca, 2 gola, 93% točnih dodavanja, 1 asistencijom i 2 stvorene prilike.
Brazilski napadač Fred, kojega je u 70. minuti zamijenio Willian, doživio je posebno loše reakcije domaćih navijača. Prema izvještaju Opta Sportsa, Fred nije niti jednom uklizao na loptu, ubacio loptu, ušao u prostor niti je presjekao ijednu loptu tijekom cijelog susreta, ustvari je većinu svog posjeda lopte imao na sredini terena tijekom šest izvođenja lopte s centra.

### Detalji
| 8. srpnja 2014. 17:00 |             |                                                                 |                                                                                           |
| Brazil                | 1 : 7       | Njemačka                                                        | Estádio Mineirão, Belo Horizonte Broj gledatelja: 58 141 Sudac: Marco Rodríguez (Meksiko) |
| Oscar 90'             | (izvještaj) | Müller 11' Klose 23' Kroos 24' 26' Khedira 29' Schürrle 69' 79' | Estádio Mineirão, Belo Horizonte Broj gledatelja: 58 141 Sudac: Marco Rodríguez (Meksiko) |

| Brazil | Njemačka |

| GK                  | 12 | Júlio César  |     |     |
| RB                  | 23 | Maicon       |     |     |
| CB                  | 4  | David Luiz   |     |     |
| CB                  | 13 | Dante        | 68' |     |
| LB                  | 6  | Marcelo      |     |     |
| CM                  | 5  | Fernandinho  |     | 46' |
| CM                  | 17 | Luiz Gustavo |     |     |
| RW                  | 7  | Hulk         |     | 46' |
| AM                  | 11 | Oscar        |     |     |
| LW                  | 20 | Bernard      |     |     |
| CF                  | 9  | Fred         |     | 70' |
| Zamjene:            |    |              |     |     |
| GK                  | 1  | Jefferson    |     |     |
| DF                  | 2  | Dani Alves   |     |     |
| MF                  | 8  | Paulinho     |     | 46' |
| DF                  | 14 | Maxwell      |     |     |
| DF                  | 15 | Henrique     |     |     |
| MF                  | 16 | Ramires      |     | 46' |
| MF                  | 18 | Hernanes     |     |     |
| MF                  | 19 | Willian      |     | 70' |
| FW                  | 21 | Jô           |     |     |
| GK                  | 22 | Victor       |     |     |
| Izbornik:           |    |              |     |     |
| Luiz Felipe Scolari |    |              |     |     |

| GK          | 1  | Manuel Neuer           |  |     |
| RB          | 16 | Philipp Lahm           |  |     |
| CB          | 20 | Jérôme Boateng         |  |     |
| CB          | 5  | Mats Hummels           |  | 46' |
| LB          | 4  | Benedikt Höwedes       |  |     |
| CM          | 6  | Sami Khedira           |  | 76' |
| CM          | 7  | Bastian Schweinsteiger |  |     |
| RW          | 13 | Thomas Müller          |  |     |
| AM          | 18 | Toni Kroos             |  |     |
| LW          | 8  | Mesut Özil             |  |     |
| CF          | 11 | Miroslav Klose         |  | 58' |
| Zamjene:    |    |                        |  |     |
| GK          | 12 | Ron-Robert Zieler      |  |     |
| DF          | 2  | Kevin Großkreutz       |  |     |
| DF          | 3  | Matthias Ginter        |  |     |
| FW          | 9  | André Schürrle         |  | 58' |
| FW          | 10 | Lukas Podolski         |  |     |
| MF          | 14 | Julian Draxler         |  | 76' |
| DF          | 15 | Erik Durm              |  |     |
| DF          | 17 | Per Mertesacker        |  | 46' |
| MF          | 19 | Mario Götze            |  |     |
| GK          | 22 | Roman Weidenfeller     |  |     |
| MF          | 23 | Christoph Kramer       |  |     |
| Izbornik:   |    |                        |  |     |
| Joachim Löw |    |                        |  |     |

| Igrač utakmice: Toni Kroos (Njemačka) Pomoćni suci: Marvin Torrentera (Meksiko) Marcos Quintero (Meksiko) Četvrti sudac: Mark Geiger (SAD) Peti sudac: Mark Hurd (SAD) | Pravila igre: - 90 minuta. - 30 minuta dodatnog vremena ako je potrebno. - Ako rezultat ostane neodlučen, izvode se jedanaesterci. - Maksimalno 12 igrača na klupi. - Maksimalno 3 dopuštene izmjene. |

### Statistika
| Statistika         | Brazil | Njemačka |
| ------------------ | ------ | -------- |
| Postignuti pogodci | 1      | 7        |
| Udarci na gol      | 18     | 14       |
| Udarci u okvir     | 8      | 10       |
| Posjed lopte       | 52%    | 48%      |
| Udarci iz kuta     | 7      | 5        |
| Prekršaji          | 11     | 14       |
| Zaleđa             | 3      | 0        |
| Žuti kartoni       | 1      | 0        |
| Crveni kartoni     | 0      | 0        |

## Oboreni rekordi
Rezultat utakmice označio je najveću pobjedu u polufinalima Svjetskih nogometnih prvenstava. Također, bio je to najteži poraz neke države domaćina u povijesti SP-a, s razilkom od šest golova Brazilci su udvostručili bivši negativan rekord. Do kraja susreta, postignuto je ukupno 167 golova na Svjetskom prvenstvu 2014., što je bio drugi najbolji učinak, nakon prvenstva 1998. sa 171 golom. S 18 udaraca u okvir gola, izjednačen je rekord za najviše udaraca u okvir gola unutar 90 minuta na prvenstvu 2014. Njemačka četiri gola u razdoblju od šest minuta (od 23' do 29') oborili su rekord za najbrže postignuta četiri pogotka na SP-ima; 1954., Austriji je trebalo sedam minuta (25' do 32') dok je 1982. Mađarskoj također trebalo sedam minuta (69' do 76') za isti uspjeh. Njemačka je izjednačila rekord za najviše pogodaka postignuto zemlji domaćinu prvenstva, uz onaj Austrije kad je porazila domaćina Švicarsku sa 7:5 na prvenstvu 1954. Uz to, Njemačka je prestigla Brazil na popisu reprezentacija s najviše postignutih golova na Svjetskim nogometnim prvenstvima, potigavši 223 pogodaka naspram Brazilovih 221. Dok je prije utakmice bio izjednačen rekord Brazila i Njemačke za najviše igranih finala SP-a, ovom je pobjedom Njemačka postala prva reprezentacija s plasmanom u osam finala SP-a.
Što se Brazila tiče, ovaj je rezultat označio jedan od dva najteža poraza u povijesti reprezentacije, izjednačivši poraz od 6:0 od Urugvaja 1920., te je označio njihov najteži poraz na domaćem terenu. Osim toga, poraz je prekinuo Brazilov niz od 62 neporažene službene utakmice na domaćem terenu, koji je trajao još od njihovog poraza od 1:3 od Perua na Copa Américi 1975., koji se također dogodio na Mineirãu u Belo Horizonteu. Zadnje polufinale SP-a u kojem je Brazil bio poražen bilo je 1938. u dramatičnom susretu protiv Italije, i od tada je u svih šest polufinala koje je igrao izlazio kao pobjednik, ako se uzme u obzir da njihov poraz od Nizozemske 1974. formalno nije bilo polufinale. Brazil nije nikada kod kuće primio sedam pogodaka, iako su jednom primili osam u prijateljskom susretu s Jugoslavijom 3. lipnja 1934., izgubivši rezultatom 4:8; dok se zadnji put kada su primili barem pet golova dogodilo u pobjedi od 6:5 na Svjetskom prvenstvu 1938. protiv Poljske; a zadnji put kada su primili četiri gola bilo je na Svjetskom prvenstvu 1954., u porazu od 2:4 od Mađarske. Prije ovog susreta, Brazilov najteži poraz na Svjetskim prvenstvima bio je od tri gola razlike, i to u finalu prvenstva 1998. od Francuske rezultatom 0:3. Konačni ishod ove utakmice značio je i Brazilov najlošiji rezultat protiv Njemačke, prijašnji je bio poraz od 0:2 u prijateljskom susretu 1986. godine.
Za Njemačku je konačni rezultat utakmice značio da će po četvrti put zaredom završiti među najbolje tri momčadi SP-a; osim toga, pobjedom su postali prva reprezentacija s osam finala Svjetskih prvenstava. Ovo je ujedno bilo i rekordno 12. polufinale za njemačku momčad. Njemačka je uz to postala i prva ekipa koja je postigla 7 golova u polufinalima Svjetskih prvenstava. Zadnji put kad je neka momčad postigla 6 pogodaka u polufinalu bilo je 1954. kada je Zapadna Njemačka svladala Austriju, te u oba polufinala 1930. Ovo je bilo najveće njemačko vodstvo na poluvremenu na Svjetskim prvenstvima, najbolji prijašnji uspjeh bilo je 4:0 protiv Saudijske Arabije 2002., u susretu koji je naposljetku završio 8:0, što je najveća pobjeda Njemačke na SP-ima. Jedine dvije momčadi na prvenstvima koje su gubile s najmanje pet golova razlike na poluvremenu bile su Zair protiv Jugoslavije 1974. i Haiti protiv Poljske 1974. Sedam njemačkih pogodaka na susretu postavilo je bolji omjer golova nego omjer 28 drugih država u njihovim cjelokupnim povijestima sudjelovanja na Svjetskim prvenstvima.
Njemački napadač Miroslav Klose izjednačio je rekord Brazilca Cafua kao igrača s najviše pobjeda na Svjetskim prvenstvima, sa 16 slavljeničkih susreta. Klose je također igrao u svojoj 23. utakmici na SP-u, izjednačivši se s Paolom Maldinijem na drugom mjestu igrača s najviše odigranih utakmica na prvenstvu, jedino je Lothar Matthäus imao više (25). Međutim, Klose je igrao u više utakmica tzv. nokaut faze nego Matthäus i Cafu – 13, i postao je jedini igrač koji je igrao u četiri polufinala Svjetskih prvenstava (Uwe Seeler je držao prijašnji rekord s tri polufinala). Na utakmici s Brazilom, oborio je rekord brazilskog napadača Ronalda kao najboljeg strijelca svih Svjetskih prvenstava u nogometu, postigavši svoj 16. pogodak; Ronaldo je nazočio susretu na tribinama kao komentator. Gol Thomasa Müllera bio je ukupno 2000. gol u povijesti njemačke nogometne reprezentacije. Müller je postao treći igrač s 5 ili više pogodaka na dva različita Svjetska prvenstva, nakon Klosea i peruanskog Teófila Cubillasa, te drugi igrač koji je uspjeh postigao na dva uzastopna SP-a (nakon Klosea). Dva pogotka Tonija Kroosa u prvom poluvremenu, postignuta nakon 69 sekundi, bila su najbrže postignuta dva gola jednog igrača u povijesti Svjetskih prvenstava.

## Reakcije nakon utakmice

### Stručnjaci
Prema izvješćima, nakon sedmog pogotka Nijemaca, Neymar, koji je susret pratio na televiziji, isključio je televizor i otišao igrati poker. Brazilski izbornik Luiz Felipe Scolari izjavio je da je rezultat bio "najteži poraz brazilske reprezentacije ikad" i prihvatio je punu odgovornost za poraz. Dodao je da mu je to "najgori dan u životu." Podnio je ostavku odmah nakon završetka prvenstva. Zamjenski kapetan David Luiz i vratar Júlio César ispričali su se brazilskom narodu za nastup. Fred, kojeg su brazilski navijači izviždali na susretu, izjavio je da je to bio najteži poraz u njegovoj i karijeri njegovih suigrača. Kasnije je najavio svoj oproštaj od reprezentativne karijere po završetku prvenstva. Oporavljajući se od svoje ozljede, Neymar je izrazio svoju podršku suigračima unatoč porazu od 7:1, te je dodao kako je ponosan što je dio ove momčadi.
Tijekom susreta, njemački su igrači shvatili da to što se događa nije uobičajen događaj u nogometu. U izjavi nakon susreta, Mats Hummels je izjavio da su njemački igrači odlučili da u drugom poluvremenu više ne ponižavaju Brazilce:
»Nismo ih željeli poniziti. Morate poštovati protivnika i vrlo je važno da nismo pokušavali napraviti nešto čarobno. Rekli smo da ćemo ostati ozbiljni i koncentrirati se na drugo poluvrijeme. Važno je da smo igrali naš nogomet svih 90 minuta.«
Sukladno tome, Nijemci su prestali s teatralnim proslavama pogodaka; samo bi se podigla ruka, ali nije bilo pretjeranog slavljenja nakon postignutih golova. Izbornik Joachim Löw izjavio je da je njegova momčad imala "jasan i ustrajan plan igre", i kad su uvidjeli da su se Brazilci počeli "lomiti", iskoristili su to; na terenu se jasno vidio kontrast nervoznih brazilskih igrača i "vrlo hladnih" Nijemaca. Toni Kroos, koji je proglašen igračem utakmice, dodao je da su Nijemci osjetili kako "u nijednoj utakmici na prvenstvu, [Brazilci] nisu igrali najbolje što mogu", dodao je da je momčad započela suret s taktičkim znanjem kako se suprotstaviti Brazilu: "oduzeli smo im sve lopte i postigli golove.” Löw je također izjavio da momčad nije uopće bila euforična tijekom ili nakon utakmice jer su znali da pobjeda od 7:1 ne znači ništa za nadolazeće finale prvenstva, rekavši: "Nismo slavili. Sretni smo, ali imamo još posla za dovršiti".
Nakon utakmice, njemački igrači i stručni stožer dali su riječi utjehe Brazilcima. Löw i igrači Per Mertesacker i Philipp Lahm usporedili su pritisak na brazilskoj momčadi i teški poraz s njihovom situacijom kad su bili domaćini Svjetskog prvenstva 2006. i također izgubili u polufinalu. Lahm je u intervjuu nakon završetka prvenstva dodao kako se osjećao "vrlo nelagodno" tijekom utakmice i "nimalo euforično" s obzirom na to da su Brazilci pravili greške "koje se obično ne događaju na tako visokom nivou", dok je Mertesacker dadao da unatoč tome što su Nijemci pokazivali svu svoju moć, "čak je i s klupe, [polufinale] bilo preludo za gleadti". Kroos je rekao da unatoč jakom igračkom kadru Brazila, "nisu uspjeli odigrati najbolje što su znali" zbog pritiska izvana, te je izrazio vjeru u "njihov povratak s jakom ekipom". Löw je odmah o završetku susreta primijetio da brazilski navijači aplaudiraju njegovoj momčadi. Kasnije su brazilske novine O Globo izrazile zahvalnost Nijemcima zbog njihovih gesta, nazvajući ih “svjetskim prvacima simpatije”.
Brazilska nogometna ikona Pelé na Twitteru je napisao: "Uvijek sam govorio da je nogomet kutija iznenađenja. Nitko na svijetu nije očekivao ovaj rezultat", te nakon toga dodao: "[Brazil] će svoj šesti naslov tražiti u Rusiji. Čestitke Njemačkoj". Carlos Alberto Torres, kapetan brazilske pobjedničke momčadi iz 1970., rekao je da su izgubili zbog "osjećaja da smo već pobijedili". Dodao je da je "Njemačka igrala kako ja volim, a Scolarijeva taktika za ovu utakmicu bila je suicidalna". Argentinski izbornik Alejandro Sabella nije uspio objasniti poraz Brazila, izjavivši: "Nogomet je nelogičan". Nasurot tome, legendarni Argentinac Diego Maradona uočen je kako pjeva podrugljivu pjesmu na račun brazilskog poraza.

### Društvo
U Njemačkoj, ZDF-ov prijenos utakmice oborio je rekord najgledanijeg TV prijenosa ikad, s 32,57 milijuna gledatelja (87,8% cijele gledanosti), koji je prije toga držao prijenos sureta Njemačke i Španjolske na Svjetskom prvenstvu 2010. Isti je rekord onovo oboren samo 5 dana kasnije s prijenosom finala prvenstva. S druge strane, unatoč porastu gledatelja tijekom tjedna, gledanost prijenosa brazilske televizije Rede Globo padala je sve više sa svakim njemačkim golom.
Susret Brazila i Njemačke postao je najdiskutiranija sportska utakmica ikad na Twitteru, s više od 35,6 milijuna tweetova, nadmašivši Super Bowl XLVIII i njegovih 24,9 milijuna tweetova. Dok su se ispočetka hashtagovi poput "#PrayForBrazil" ("Molite za Brazil") počeli pojavljivati, nakon njemačkog vodstva od 5:0, brazilski su korisnici svoju frustraciju okrenuli u ruganje na vlastiti račun, usporedivši njemačke golove s automobilom Volkswagen Gol i govorivši kako za brazil igra "11 Fredova". Ostali korisnici Twittera usporedili su dominantan nastup Nijemaca s njihovim vojnim podvizima tijekom Drugog svjetskog rata i Holokaustom, nazvavši ga, između ostalog, "Golokaust". Člana malezijskog parlamenta Bunga Radina oštro je kritizirala malezijska javnost i njemački ambasador Holger Michael zbog jednog takvog komentara. Brazilska predsjednica Dilma Rousseff na Twitteru je nakon utakmice izjavila: "poput svih Brazilaca, i ja sam duboko ožalošćena ovim porazom". Izraelski ministar vanjskih poslova Yigal Palmor aludirao je na susret kad je odgovarao na brazilsku tvrdnju da njegova država koristi neproporcionalne snage u sukobu u Gazi, rekavši: "Ovo nije nogomet. U nogometu, kad susret završi izjednačenim rezultatom, misliš da je to proporcionalno, ali kad završi 7:1 onda je neproporcionalno".
Zbog pritiska domaćeg naroda da Brazil osvoji Svjetsko prvenstvo i naknadni šok nakon poraza, mediji i FIFA susret su prozvali Mineirazo (Mineiraço u Brazilu), evocirajući na Maracanazo (Maracanaço) i domaći poraz Brazila od Urugvaja u de facto finalu Svjetskog prvenstva 1950. Kćer vratara Moacira Barbose, koji je postao žrtvenim janjem poraza iz 1950., izjavila je da je poraz bio dovoljan da iskupi nasljeđe njezinog oca, dok je urugvajski napadač Alcides Ghiggia, odgovoran za pobjednički pogodak 1950., bio mišljenja da iako su oba poraza bila traumatična, ne mogu se usporediti jer je 1950. ulog bio puno veći. Nakon utakmice, njemački su navijači napustili stadion uz pratnju policije, koja je bila u pripravnosti za moguće nerede. Neki su uočili da, dok su njemački navijači pokazali poštovanje poraženim domaćinima, argentinski su pak slavili eliminaciju Brazila.
Bilo je neliko izvješća o masovnoj pljački na navijačkoj zabavi u Rio de Janeiru i navijača koji su palili brazilske zastave na ulicama São Paula i prije završetka utakmice. U São Paulu je također nekoliko autobusa bilo zapaljeno te je jedna trgovina elektroničke robe bila opljačkana.

### Mediji
Na naslovnicama brazilskih novina osvauli su naslovi poput "Najveća sramota u povijesti" (Lance!), "Povijesno poniženje" (Folha de S.Paulo) ili "Brazil je ubijen" (O Globo). Njemačke novine Bild slavile su "7:1–ludilo munjevite DFB momčadi". Francuski L'Équipe jednostavno je napisao "Le Désastre" (katastrofa). Pišući za Sky Sports, Matthew Stanger opisao je susret kao "krajnje poniženje", dok je ESPN-ov Miguel Delaney iskoristio naziv Mineirazo, preuzevši ga od španjolskih južnoameričkih medija. Barney Ronay iz The Guardiana utakmicu je opisao kao "najsramotniji poraz domaćina Svjetskog prvenstva ikad", dok ga je Joe Callaghan iz The Independenta opisao kao "najcrnja noć brazilske nogometne povijesti". Wyre Davies, BBC-jev dopisnik iz Rio de Janeira, rekao je da su brazilske reakcije na stadionu i navijačkim parkovima bile "kolektivni osjećaj šoka, sramote i nacionalnog poniženja" koji je "nemoguće bilo ignorirati". Južnoamerički nogometni novinar Tim Vickery zaključio je da bi najlošiji rezultat ikad mogao biti katalizator za dugo čekanu reformu brazilskog klupskog nogometa, koji je prema njegovu mišljenju postao samodopadan u usporedbi s ostalim zemljama, oslanjajući se na povijesne uspjehe nacionalne reprezentacije. Njegovim riječima, ovo je bila prilika da se "preuzmu dijelovi njenog povijesnog identiteta i pretoče u moderan globalni kontekst". Mnoga su izvješća koristile usporedbe s Maracanazom koji je Brazila koštao naslova 1950., s tim da su brazilski mediji čak smatrali da je poraz iz 2014. iskupio momčad iz 1950.

## Posljedice
Brazil je naposljetku prvenstvo zaključio na četvrtom mjestu nakon poraza od 0:3 u susretu za treće mjesto 12. srpnja od Nizozemske. Poraz je značio da su Brazilci na prvenstvu primili ukupno 14 pogodaka, što je najviše golova što je ta reprezentacija ikad primila na SP, najviše golova u mreži domaćina u povjesti Svjetskih prvenstava, te najviše primljenih golova ijedne momčadi SP-a još od 1986. i 15 primljenih golova Belgije. Njemačka je uspjela osvojiti četvrti naslov prvaka svijeta, prvi kao ujedinjena nacija, nakon što su porazili Argentinu s 1:0 u finalu 13. srpnja. Njemačku su reprezenaciju bodrili Brazilci unatoč porazu, s obzirom na njihovo dugogodišnje rivalstvo sa susjednom Argentinom.
Dva poraza Brazila zaredom, koji su uz to bili prvi brazilski uzastopni domaći porazi još od 1940., doveli su do ostavke izbornika Luiza Felipea Scolarija 15. srpnja. Dva tjedna kasnije, Brazilski nogometni savez vratio je Dungu na mjesto izbornika reprezentacije. On je momčad prije toga vodio od 2006. do 2010., dobivši otkaz nakon poraza od 2:1 od Nizozemske u četvrtfinalu Svjetskog prvenstva 2010.

## Vanjske poveznice
|  | Zajednički poslužitelj ima još gradiva o temi Brazil – Njemačka (Svjetsko prvenstvo u nogometu 2014.) |

- Brazil – Njemačka  Arhivirana inačica izvorne stranice od 12. svibnja 2015. (Wayback Machine) na FIFA.com